# Leonora
Leonora Colmor Jepsen, med kunstnernavnet Leonora, er en dansk sangerinde og sangskriver. Hun vandt Dansk Melodi Grand Prix 2019 med 42% af stemmerne, og hun var dermed repræsentant for Danmark i Eurovision Song Contest 2019 med sangen "Love Is Forever".

I sangen "Love Is Forever" synger hun skiftevis på følgende fire sprog: Fransk, engelsk, tysk og dansk.
Leonora har tidligere opnået tre titler som juniordanmarksmester i kunstskøjteløb.
Leonora havde musik på B-niveau, da hun gik på Gammel Hellerup Gymnasium (GHG). Hun var med i skolens kor, deltog i skolens musical flere gange og i gymnasiets singer-songwriter-café, hvor eleverne optræder for hinanden.
Lørdag aften den 23. februar 2019 vandt Leonora det danske Melodi Grand Prix udsendt på Danmarks Radio (DR) og således gik hun videre til Eurovision Song Contest 2019 i Tel Aviv samme år. Leonora fik efter sejren i dansk Melodi Grand Prix overrakt grandprix-trofæet af Jonas Flodager Rasmussen, der vandt melodigrandprixet i 2018 med sangen "Higher Ground". Ved Eurovision Song Contest gik sangen videre til finalen, hvor den opnåede en 12. plads blandt de 26 deltagere.